# Relations entre Israël et la Syrie
Les relations entre Israël et la Syrie sont des relations internationales s'exerçant entre l'État d'Israël et la Syrie. Elles sont restés très tendues depuis l'indépendance de l'État d'Israël.
Les deux pays ne disposent pas de relations diplomatiques ; ils se sont notamment opposés lors de la guerre israélo-arabe de 1948-1949, de la guerre des Six Jours en 1967, de la guerre du Kippour en 1973, de la guerre du Liban en 1982, etc.
Israël et la Syrie restent officiellement en état de guerre, mais la ligne de cessez-le-feu est considérée comme relativement calme avant l'éclatement de la guerre en Syrie en 2011. Dès lors, l’armée israélienne mène de nombreuses attaques en territoire syrien.

## Histoire des relations israélo-syriennes
Dans le contexte de la Guerre civile syrienne de 2011, de multiples incidents frontaliers opposent actuellement les armées syrienne et israélienne, notamment dans l'importante zone du plateau du Golan qui est aussi frontalier au nord, du Liban et au sud, de la Jordanie. Ces tensions actuelles sont les fruits d'une histoire moderne complexe et belliqueuse entre Israël et la Syrie.

### Années 1948 et 1956
Dans cette période naissent les premiers épisodes de six guerres israélo-arabes:
1. la 1re guerre israélo-arabe ou guerre israélo-arabe de 1948-1949 ;
2. la 2e guerre israélo-arabe (1956-1957), aussi appelée crise du canal de Suez

### Années 1967 et 1973
En 1967, le secteur militaire clé du Golan est pris par Israël à la Syrie lors de la Guerre des Six Jours.
Du 6 octobre au 24 octobre 1973, la guerre du Kippour, aussi dénommée « guerre du Ramadan » ou encore « guerre d'Octobre » est une nouvelle guerre israélo-arabe qui oppose Israël à une coalition menée par l'Égypte et la Syrie.

### Années 1981 et 2007

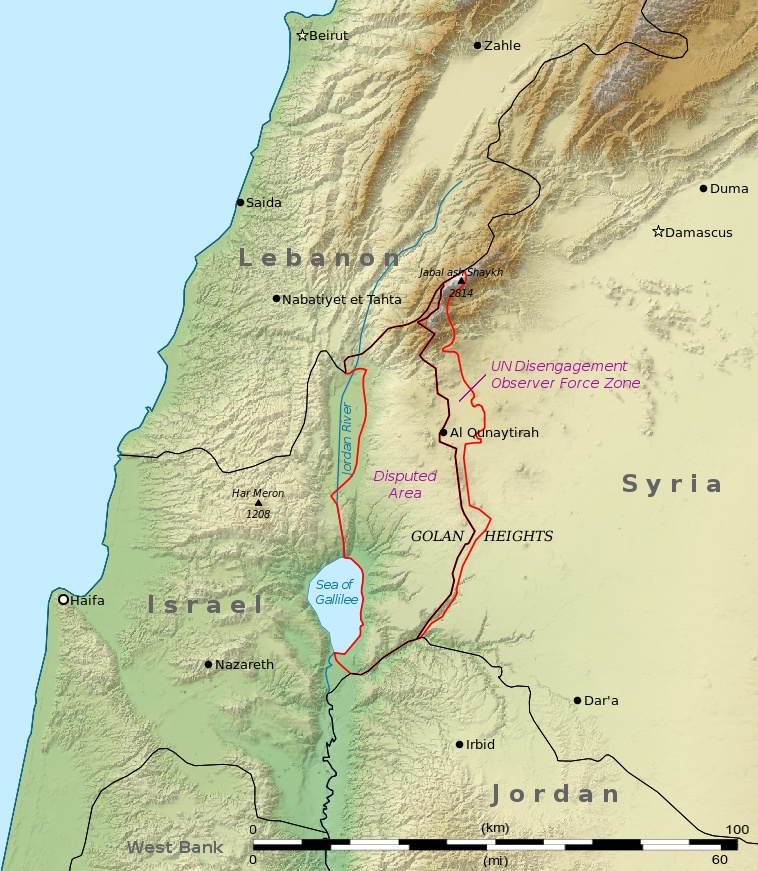
Le Golan occupé par Israël dès 1967 puis annexé, toujours considéré par l'ONU comme « territoire syrien occupé », (indiqué ici comme « zone contestée »)

En 1981, le plateau du Golan, site militaire stratégique et région disposant de fortes ressources en eau, est annexé par Israël. Il est alors colonisé et reste encore aujourd'hui occupé par l'armée israélienne malgré la condamnation du conseil de sécurité de l'ONU et de la communauté internationale. Le 17 décembre 1981 est votée à l'unanimité la résolution 497 du Conseil de sécurité des Nations unies qui déclare la loi israélienne officialisant l'annexion du Golan syrien comme « nulle et non avenue et sans effet juridique international » ; cette résolution demande en outre à Israël d'annuler son action,.
Le 6 juin 1982, commence l'invasion israélienne du Liban. L'armée israélienne envahit le sud du Liban officiellement dans le but de faire cesser les attaques palestiniennes de l'OLP lancées depuis le Liban. Le principal adversaire de Tsahal est l'Organisation de libération de la Palestine (OLP), alliée aux forces armées syriennes et à plusieurs groupes de résistants libanais.
Le 6 septembre 2007, l'armée de l'air israélienne lance l'opération Orchard, au cours de laquelle elle bombarde et détruit un réacteur nucléaire syrien.

### Années 2010 à 2012
En 2010, le président syrien Bachar el-Assad accuse Israël d'éviter la paix et le ministre des Affaires étrangères Walid Mouallem met en garde Israël sur une possible utilisation des missiles syriens contre les villes israéliennes. Le ministre des Affaires étrangères israélien répond que la Syrie serait défaite en cas de guerre et que al-Assad et sa famille seraient évincés du pouvoir.
L'opération Pilier de défense, bombardement de la bande de Gaza par l'armée israélienne en novembre 2012, est par ailleurs été condamnée par le régime syrien.

### Guerre civile syrienne

#### Position israélienne dans le conflit
À partir de 2011, la Syrie est plongée dans une guerre civile, y compris aux zones frontières. Officiellement, Israël est neutre dans cette guerre civile. Toutefois, le pays intervient de plusieurs manières.
D'une part, en ripostant aux tirs dirigés sur les troupes israéliennes sur le plateau du Golan, même s'il s'agit de tirs mal ajustés des participants de la guerre civile se visant entre eux. Ensuite, en attaquant les infrastructures de l'armée syrienne qui pourraient fournir au Hezbollah (ouvertement allié du gouvernement syrien dans la guerre civile) des armes qu'Israël juge dangereuses pour sa sécurité.
Israël fournit également de l'aide humanitaire aux civils, voire aux rebelles syriens. De plus, quelques-uns des rares juifs de Syrie trouvent refuge en Israël, grâce à l'aide de réseaux humanitaires coopérant avec les rebelles. En revanche, l'armée israélienne avoue son impuissance quand un Syrien les contacte pour lui demander d'aider à sauver une des plus prestigieuses synagogues de Damas, menacée par la guerre.

#### Frappes et raids israéliens
Depuis 2011, Israël a mené plusieurs centaines d'attaques contre l'armée régulière syrienne mais aussi les forces iraniennes ou pro-iraniennes stationnées en Syrie.

Le 31 janvier 2013, des avions israéliens mènent un raid contre un convoi de l'armée syrienne au nord de Damas et le détruisent. D'après certaines sources, il transportait des missiles sol-air 9K37 Bouk-M1-2 destinés au Hezbollah. Le 28 avril 2013, un avion israélien aurait survolé le palais présidentiel de Bachar el-Assad et attaqué un centre de recherche d'armes chimiques près de Damas selon l'Armée syrienne libre. 

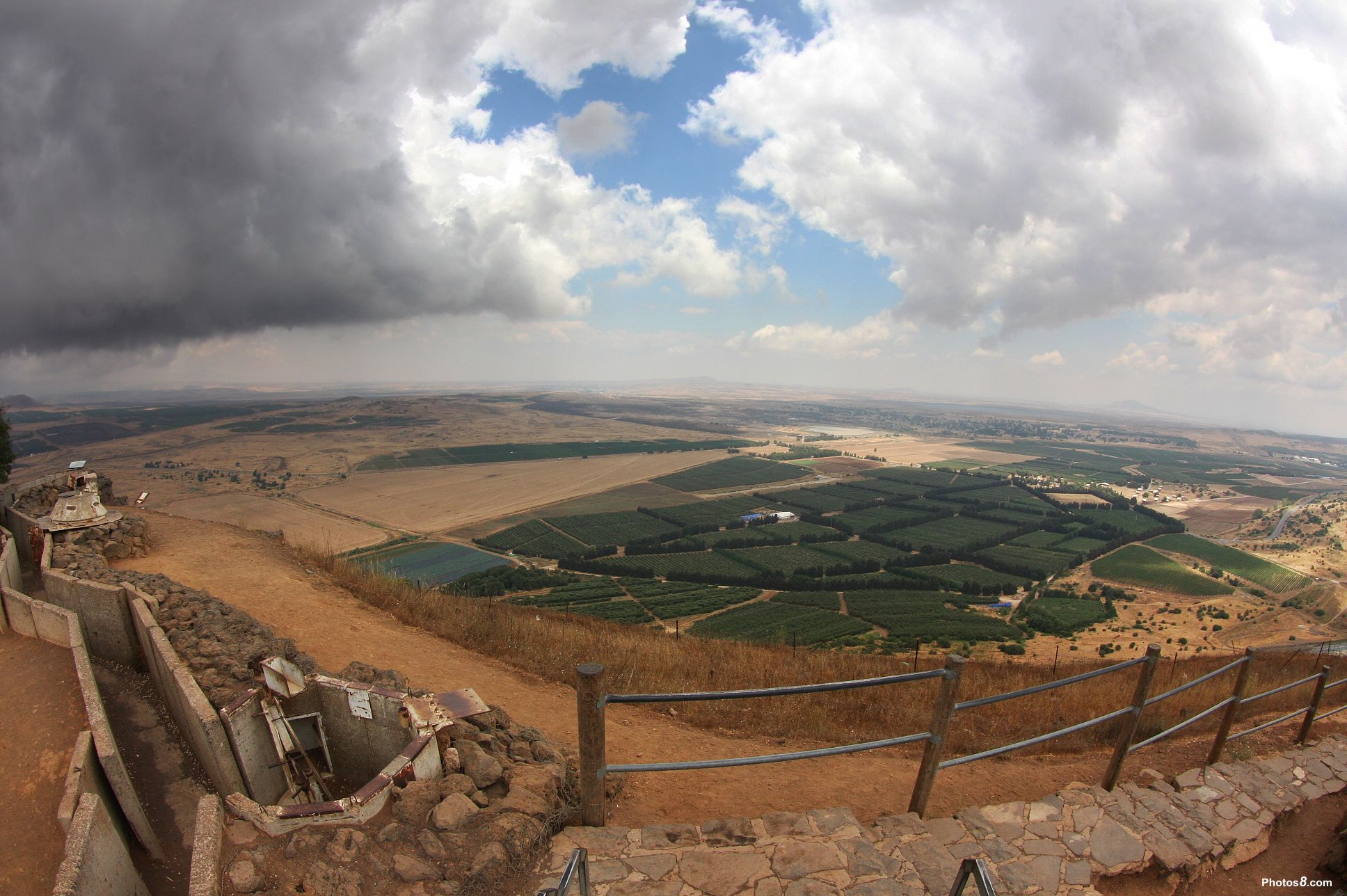
La ligne de cessez-le-feu sur le plateau du Golan en 2009 (vue du côté israélien).

Dans la nuit 3 au 4 mai, des avions israéliens ciblent un ou plusieurs convois syriens transportant des armes destinées au Hezbollah. Le 5 mai 2013, six autres attaques aériennes israéliennes sont menées contre des cibles militaires dans la région de Damas, tuant 15 soldats syriens. L'agence officielle Sana du régime syrien dénonce une « attaque aux missiles contre le centre de recherches de Jamraya »,. Alors que le gouvernement syrien dénonce le lien entre « Israël et les groupes terroristes », l'Égypte et la Ligue arabe demandent au Conseil de sécurité de l'ONU de faire pression sur Israël afin que ces attaques cessent. La Syrie annonce à la Russie qu'elle « ne laissera pas sans réponse le raid israélien contre son territoire ». Deux batteries de missiles sont notamment pointées sur le territoire israélien, « prêts à frapper des cibles précises » selon les sources syriennes, alors que les Israéliens ont déployé également deux batteries anti-missiles à la frontière syrienne, craignant une riposte de la part de Damas. Le secrétaire-général de l'ONU Ban Ki-moon appelle à « éviter une escalade ». Le président américain Barack Obama « refuse tout commentaire », mais rappelle le droit d'Israël à se défendre contre une attaque chimique du Hezbollah.
Le 18 janvier 2015, six membres du Hezbollah libanais ainsi qu'un officier iranien sont tués par une frappe israélienne, près de la ville frontière de Qouneitra, sur la portion syrienne du plateau du Golan.
Le 31 mars 2020, Israël, par le biais de son aviation, tente d'attaquer des cibles du Hezbollah en Syrie. Cependant l'attaque échoue et la majorité des missiles israéliens sont interceptés par la DCA syrienne[réf. souhaitée]. Le 20 avril 2020, Tsahal annonce avoir bombardé des positions iraniennes : 9 combattants iraniens et/ou pro-Iran sont tués, en représailles l'Iran lance des cyberattaques contre le système hydraulique israélien.
Le 22 juillet 2022, selon l'Observatoire syrien des droits de l'homme (OSDH), un raid qui a détruit un « dépôt d'armes iranien » tue six personnes et fait dix blessés ; les frappes auraient « visé une installation de renseignement de l'armée de l'air et le bureau d'un officier de haut rang ». En octobre 2022, Israël effectue plusieurs raids aériens, dont un le 27 octobre sur des dépôts d'armes près de Damas au cours duquel quatre combattants pro-iraniens sont tués.

### Guerre contre le Hamas et le Hezbollah
Durant la guerre à Gaza et la guerre entre Israël et le Hezbollah, la Syrie est pressée par l'Iran de se joindre au conflit en attaquant Israël sur un autre front, selon un général iranien interrogé en janvier 2025. Cependant, le dirigeant syrien Bachar el-Assad refuse d'engager ses forces, notamment les milices présentes sur son territoire, ce qui refroidit les relations avec l'Iran.
Le 20 janvier 2024, une frappe israélienne sur un bâtiment résidentiel à Damas fait un certain nombre de morts, dont plusieurs conseillers militaires iraniens. Le 1er avril, Israël bombarde le consulat iranien de Damas, tuant plusieurs membres du corps des gardiens de la révolution islamique et provoquant des tensions diplomatiques. Le 9 septembre 2024, entre dix-huit et vingt-six personnes sont tuées dans une série de bombardements israéliens sur  le centre de recherches scientifiques de Masyaf, dans le centre de la Syrie, et des sites environnants. Les attaques israéliennes contre la Syrie s'intensifient à partir du début de la guerre dans la bande de Gaza en octobre 2023, bien que la Syrie tente de rester à l’écart des affrontements.

### Renversement du régime Assad et possible rapprochement
Peu après le succès de l'offensive rebelle qui voit la chute du régime Assad, Israël lance des incursions en Syrie depuis le territoire du Golan occupé, occupant des territoires syriens supplémentaires. 
De nombreuses frappes israéliennes visent également des infrastructures du régime baasiste, dans le but affiché d'« empêcher que des armes ne tombent « entre les mains d'extrémistes » ».
En avril 2025, le président syrien Ahmad el-Chareh adresse une lettre à son homologue américain Donald Trump dans laquelle il se déclare ouvert à normaliser ses relations avec Israël sous certaines conditions, déclarant qu’il ne permettrait pas que la Syrie devienne une source de menace pour l’État hébreu. Le quotidien israélien Haaretz évoque une rencontre dans la ville de Quneitra entre des responsables syriens et un représentant du ministère de la Défense israélien. En mai, des échanges ont directement lieu entre des représentants israéliens et syriens en Azerbaïdjan, proche de ces deux pays qui leur propose sa médiation. Ces pourparlers comprendrait une reconnaissance mutuelle de la souveraineté d’Israël et de la Syrie. Le chef de la diplomatie israélienne, de son côté, affirmé à la presse que son pays cherche à « avoir de bonnes relations » avec les autorités syrienne qui pour prouver leur bonne foi, remettent à l'État hébreu des archives officielles de l’espion israélien Eli Cohen, pendu à Damas le 18 mai 1965.
Mais la perspective de voir Damas établir des liens diplomatiques avec Tel-Aviv semble encore lointaine, d’autant plus que l’Arabie saoudite, poids lourd de la région dont les discussions en vue d’une normalisation avec l’État hébreu ont été freinées après le début de la guerre à Gaza, n’a pas sauté le pas. En outre, Tel-Aviv est déterminé à maintenir ses positions sur le plateau du Golan, un point probablement bloquant à une normalisation syro-israélienne. Mais Israël pourrait trouver son compte dans les pourparlers de désescalade, et se satisfaire d’une coordination sécuritaire avec Damas assurant la préservation de ses intérêts.

## Relations diplomatiques
La Syrie n'entretient aucun lien diplomatique, militaire ou commercial avec Israël. Le tourisme et les échanges culturels sont quasi inexistants entre ces deux pays. 
Lors de la guerre entre Israël et le Hezbollah en 2023 et 2024, la Syrie joue cependant un rôle dans les négociations entre Israël et le Liban, en tant que principal pays par lequel transitent les armes destinées au Hezbollah.